# البعجاء
مركز البعجاء  غرب منطقة القصيم وتقع على وادي الجرير المشهور في شبة الجزيرة العربية.

## التاريخ
مركز البعجاء  مؤسسها الأمير محمد بن غالب الذويبي والبعجاء تقع في وادي الجرير هو أحد أودية شبه الجزيرة العربية، ويصب في وادي الرمة غرب قرية الخطيم. من أهم روافده وادي ساحوق، ووادي المياه.

## نفود العريق
نفُود العريق كثبان رملية، كبيرة المساحة. تقع في عالية نجد وسط المملكة العربية السعودية.وهي الآن محمية يقال لها محمية نفود العريق هي محمية طبيعة تحت إشراف الهيئة الوطنية لحماية الحياة الفطرية وإنمائها تقع محمية نفود العريق في المنطقة الوسطى جنوب غرب منطقة القصيم، تبلغ مساحتها 1960 كيلومتر مربع، وتتميز بيئاتها بالسهول الرملية الحصوية وبعض الجبال الجرانيتية والبازلتية، وبغطاء نباتي جيد، وتعتبر المنطقة حمى قديما لإبل الصدقة، ومن المتوقع أن تسهم عدة عوامل مثل وجود الغطاء النباتي الجيد من العوسج والإرطى والحوليات ووعورة المنطقة في اختيارها موقعا لإعادة توطين طيور الحبارى ويحدها وادي الجَرير من الغرب ويعبد نفود العريق عن مركز البعجاء ب15 كم

## السكان
البعجاء سكانها اسرة الذوبة امراء بني عمرو والحوامضة من بني عمرو ويبلغ عدد سكانها 1.200 نسمة

## الموقع الجغرافي
تقع غرب منطقة القصيم وتبعد عن مدينة بريدة 245 كم. وعن محافظة عقلة الصقور 75 كم. وعن محافظة الرس 180 كم.

## المناخ
المناخ قاري صحراوي، حار جاف صيفًا بارد مُمطر شتاء وتبلغ درجة الحرارة صيفًا 45°م، وفي الشتاء تصل 3- مادون الصفر ومتوسط سقوط المطر 145 ملم.